# Jakow Sannikow
Jakow Sannikow (russisch Яков Санников; * 1780 in Ust-Jansk; † nach 1812) war ein russischer Entdecker, Händler und Kartograf im frühen 19. Jahrhundert.

## Leben
Sannikow befuhr die Ostsibirische und die Laptewsee, dabei entdeckte und kartografierte er einige Inseln der Neusibirischen Inseln, namentlich die Stolbowoi-Insel (1800) und die Faddejewski-Insel (1805).
Von 1808 bis 1810 leitete er gemeinsam mit Mathias von Hedenström eine Expedition zur kartografischen Aufnahme der Neusibirischen Inseln. Bei dieser Expedition wurden die Inseln Neusibirien und Kotelny entdeckt. Sannikow „entdeckte“ eine weitere Insel nördlich der Kotelnyinsel. Dieses sogenannte „Sannikow-Land“, dessen Existenz später auch von Expeditionen Eduard Tolls vermeintlich bestätigt wurde, dürfte aber, wie neuere Forschungen beweisen, nie tatsächlich existiert haben.
Nach dem Entdecker ist die Sannikowstraße, eine Meerenge zwischen der Kleinen Ljachow-Insel und Kotelny, benannt.